# ГАЗ-ВМ
ГАЗ-ВМ (НАТИ-ВМ) — опытный советский полугусеничный автомобиль повышенной проходимости со съёмным гусеничным движителем. Создан в 1937 году НАТИ на базе серийного автомобиля ГАЗ-М-1. Серийно не выпускался. Всего было построено два экземпляра машины.

## История создания
Постройка опытных образцов разработанного коллективом НАТИ автомобиля ГАЗ-ВМ, ставшего последним разработанным институтом в межвоенный период полугусеничным автомобилем, была осуществлена в 1937 году в двух экземплярах с разными типами кузовов — планировавшийся для использования в качестве штабной машины пассажирский вариант с кузовом типа «фаэтон» и грузопассажирский с кузовом типа «пикап». Проводившиеся в два этапа — с декабря 1937 по март 1938 годов и с апреля по июль 1938 года — государственные испытания выявили ряд существенных недостатков, однако в связи с созданием в том же году полноприводного штабного автомобиля ГАЗ-61 дальнейшая доводка полугусеничного ГАЗ-ВМ была сочтена нецелесообразной и работы над ним были прекращены.

## Описание конструкции

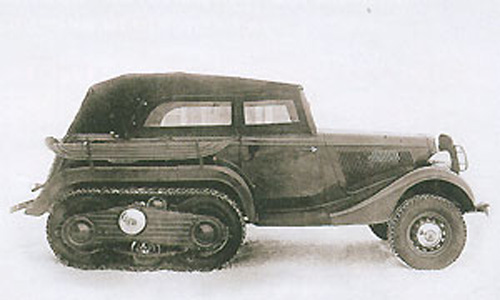
ГАЗ-ВМ с кузовом «фаэтон» на полугусеничном ходу

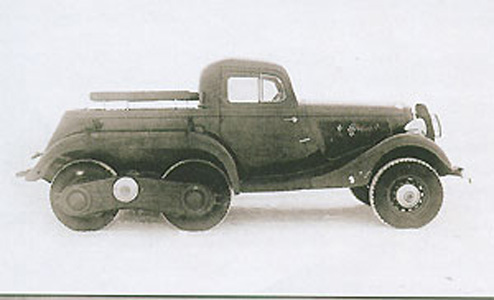
ГАЗ-ВМ с кузовом «пикап» на колёсном ходу

Компоновка машины — переднемоторная, заднеприводная.
Кузов «фаэтон» — двухдверный пятиместный. В передней части салона располагались два передних сиденья со складывающимися и откидывающимися на шарнирах спинками, под правым предусматривалось место для установки ящика с инструментами; в задней части салона — откидные столики и трёхместное сиденье. В кормовой части кузова был оборудован багажник.
Кузов «пикап» — двухдверный двухместный, с переделанной из кузова серийной ГАЗ-М-1 кабиной и грузовой платформой специальной разработки. Последняя, помимо собственно перевозки грузов, позволяла при установке вдоль бортов двух съёмных сидений с узкой спинкой осуществлять также перевозку шести пассажиров.

### Двигатель и трансмиссия

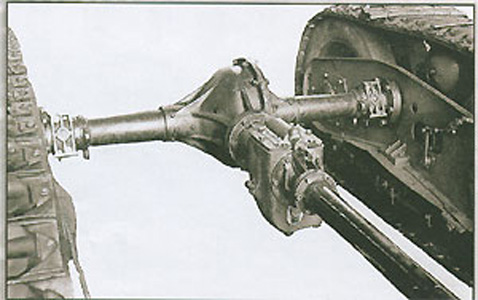
Задний мост автомобиля, хорошо видны демультипликатор и крепление гусеничных тележек

Двигатель — серийный ГАЗ-М. Трансмиссия — механическая, с трёхступенчатой механической коробкой переключения передач и двухступенчатым демультипликатором, увеличивавшим диапазон тяговых усилий на 41 %.

### Ходовая часть

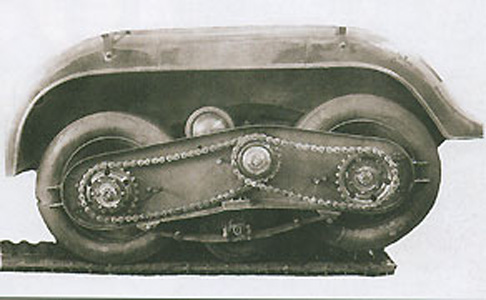
Гусеничная тележка со снятым кожухом

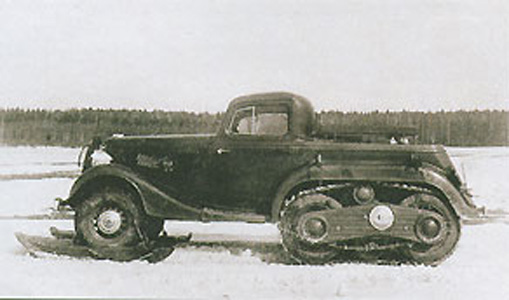
ГАЗ-ВМ с кузовом «пикап» на лыжно-гусеничном ходу

Ходовая часть машины — полугусеничная, с возможностью перехода на гусенично-лыжный или колёсный ход. Движитель состоял из двух передних поворотных колёс и двух задних тележек с гусеничным движителем либо ведущими колёсами.
Передняя ось — доработанная ось ГАЗ-М-1, что привело к увеличению её колеи на 90 мм в сравнении с базовым вариантом, до 1525 мм. Рама также была использована от серийного автомобиля, будучи усиленной в связи с использованием гусеничного движителя.
Подвеска — зависимая на листовых рессорах.
На удлинённых чулках полуосей заднего моста монтировались тележки гусеничного движителя, конструктивно аналогичные применённым на грузовом автомобиле НАТИ-В3 (впоследствии ГАЗ-60). Последний, применительно к одному борту, состоял из двух расположенных на концах тележки ведущих катков большого диаметра с двойными пневматическими шинами, а также размещённых между ведущими катками опорного и поддерживающего катков малого диаметра. Крутящий момент передавался с полуоси на ведущий каток посредством цепи Галля. Гусеничная лента — резинометаллическая, с ребордами на внутренней стороне и с металлическими накладками с наружной стороны. В движение лента приводилась посредством фрикционного зацепления с ведущими катками.
Для передвижения по особо заснеженной поверхности была предусмотрена установка на поворотные колёса лыж, в походном положении крепившихся на задних крыльях автомобиля.
Смена хода на колёсный осуществлялась путём снятия с тележки гусеничной ленты, поддерживающих и ведущих катков и замены последних на обычные колёса.

## Сохранившиеся экземпляры
По данным реставрационной мастерской «Молотов Гараж» по крайней мере один из экземпляров машины сохранился до наших дней и на текущий момент находится на реставрации.

## В массовой культуре

### Стендовый моделизм
Модели обоих вариантов ГАЗ-ВМ в масштабе 1:43 выпускаются калининградской мастерской AGD.

## Галерея

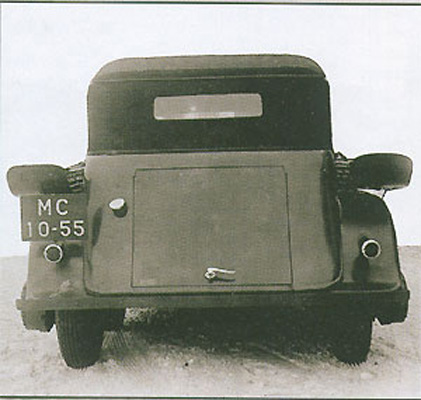
ГАЗ-ВМ с кузовом «фаэтон», вид сзади. Хорошо виден багажник
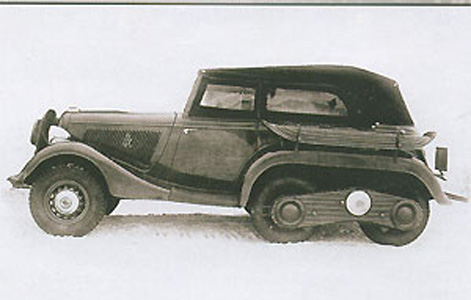
ГАЗ-ВМ с кузовом «фаэтон» на колёсном ходу
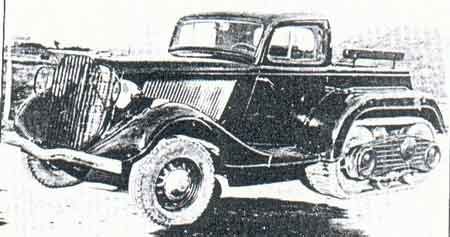
ГАЗ-ВМ с кузовом «пикап» на полугусеничном ходу
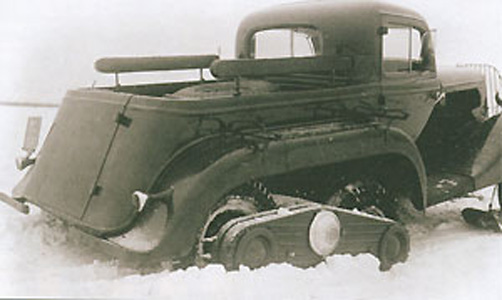
ГАЗ-ВМ с кузовом «пикап» во время испытаний хода на колёсах и лыжах

### Сноски
1. 1 2 3 4 5  вариант с кузовом типа «фаэтон»
2. 1 2 3 4 5  вариант с кузовом типа «пикап»